# Acanthodelta cerbera
Acanthodelta cerbera là một loài bướm đêm trong họ Noctuidae.